# Fontaine Censier

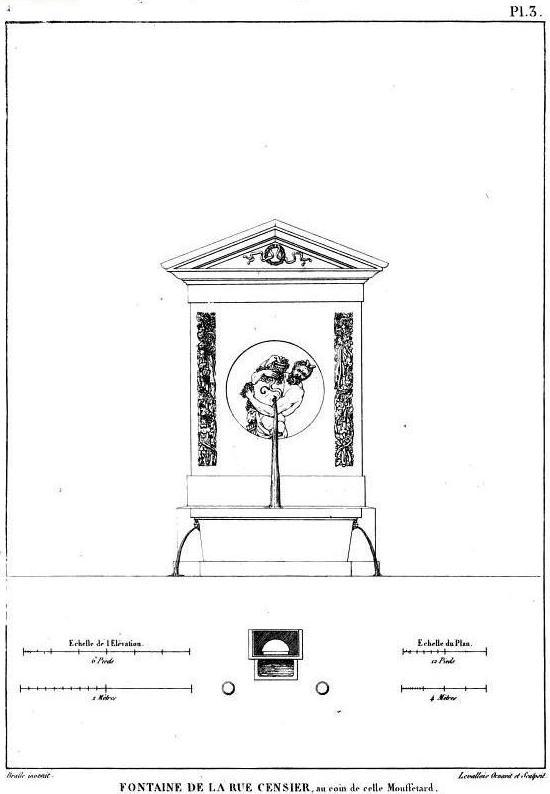
Élévation et plan de la fontaine.

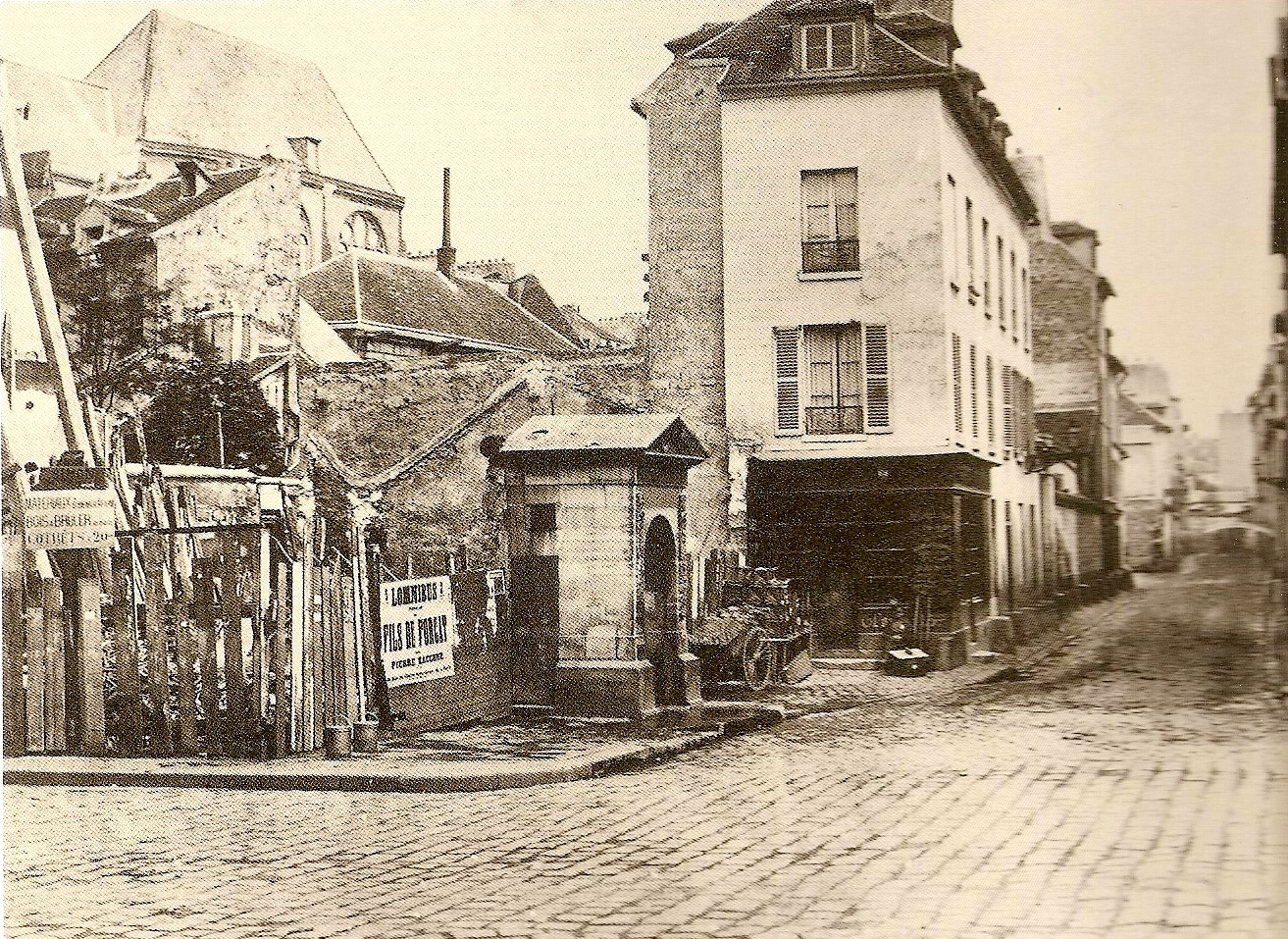
La fontaine, photographiée par Charles Marville quelques années avant sa démolition.

La fontaine Censier (ou « fontaine de Bacchus ») est une fontaine parisienne disparue. Elle était installée dans la rue Censier, à l'angle de la rue Mouffetard.

## Historique et description
Sous le Premier Empire, un décret impérial du 2 mai 1806 ordonne la création de quinze nouvelles fontaines parisiennes.
François-Jean Bralle, ingénieur hydraulique de la ville de Paris, est l'auteur de plusieurs de ces fontaines néoclassiques, telles que la fontaine du Fellah, la fontaine du Palmier et la fontaine de Léda (aujourd'hui placée à l'arrière de la fontaine Médicis).
Comme pour la fontaine de Léda, c'est Achille Valois, un élève de Chaudet, qui est chargé de réaliser le décor sculptural de celle de la rue Censier.
Alimentée par l'aqueduc d'Arcueil, la fontaine de la rue Censier était adossée à un mur et se composait d'un massif carré surmonté d'un fronton triangulaire. Au centre, d'une niche ronde surgissait la sculpture à mi-corps d'un satyre (ou d'un faune) pressant une outre d'où jaillissait l'eau. Vocation du vignoble qui existait autrefois sur les pentes de la montagne Sainte-Geneviève, cette figure bacchique d'esprit baroque, dont l'expression moqueuse semblait s'adresser aux buveurs venus se rafraîchir les idées à l'eau de la fontaine, était encadrée de deux pilastres ornés de vignes et de grappes de raisin mais — nouvelle entorse aux sévères conventions du goût néoclassique — dépourvus de bases et de chapiteaux.
L'eau de l'outre jaillissait dans un bassin carré dont chacune des deux faces latérales comportait une tête de lion en guise de trop-plein. 
En 1867-1868, lors des travaux d'Haussmann, la fontaine fut démolie.